# Гошен (Алабама)
Гошен (енгл. Goshen) град је у америчкој савезној држави Алабама. По попису становништва из 2010. у њему је живело 266 становника.

## Демографија
Према попису становништва из 2010. у граду је живело 266 становника, што је 34 (11,3%) становника мање него 2000. године.
| Група             | 2000.       | 2010.       |
| Белци             | 203 (67,7%) | 204 (76,7%) |
| Афроамериканци    | 88 (29,3%)  | 60 (22,6%)  |
| Азијати           | 0 (0,0%)    | 0 (0,0%)    |
| Хиспаноамериканци | 0 (0,0%)    | 0 (0,0%)    |
| Укупно            | 300         | 266         |